# Le Bourget
Le Bourget este un oraș în Franța, în departamentul Seine-Saint-Denis, în regiunea Île-de-France, la nord-est de Paris. Aici se află primul aeroport al Parisului, locul de desfășurare al Salonului Internațional de Aeronautică Paris-Le Bourget. Orașul găzduiește Musée de l'Air et de l'Espace.
1. ↑  répertoire géographique des communes, accesat în 26 octombrie 2015
2. ↑  dataset of postal codes in France, 1 octombrie 2018